# 윤승운
윤승운(尹勝雲, 1943년 8월 25일 ~ )은 대한민국의 만화가로, 함경북도 종성에서 출생하였다. 명랑만화, 역사만화가이며, 순천대 석좌교수이다. 

## 생애
학생시절에 환경보호를 주제로 한 만화를 그렸으며, 1963년 《아리랑》 잡지에 〈자선영감〉을 게재하여 데뷔하였다.
70년대에서 80년대 중반까지 아동용 명랑만화를 주로 그렸으며 이 시기의 대표작으로는 인기가 많았던 《꼴찌와 한심이》, 《두심이 표류기》, 그리고 《요철 발명왕》 등이 있다. 동시대에 길창덕, 신문수, 이정문 등과 함께 한국만화의 독특한 장르였던 명랑만화의 전성기를 이끌었다.
1983년에 《보물섬》 잡지에 장기간(9년간) 역사만화인 《맹꽁이서당》을 연재하였으며, 이 시기부터 역사만화를 주로 그렸다. 《맹꽁이서당》은 훈장님이 천방지축 학동들에게 재미있는 조선의 역사이야기를 해주는 내용이다. 기타 작품으로는 4권으로 나누어 출판된 역사만화인 《겨레의 인걸 100인》이 있다.

## 작품
- 《뱅뱅이의 세계일주》
- 《모험대장 칠갑이》
- 《꼴찌와 한심이》 - 《만화왕국》 연재
- 《철렁이》
- 《탐험대장 떡철이》
- 《두심이 표류기》 - 《소년 동아일보》 연재
- 《칠봉이 행진곡》
- 《천방지축 담봉이》 - 《요요코믹스》
- 《천하말썽 알봉이》 - 《말썽도령 알봉이》
- 《요철 발명왕》(1975년 ~ 1977년) - 《어깨동무》 연재
- 《굼봉이》(1977년 ~ 1978년) - 《어깨동무》 연재
- 《허풍이의 우주탐험》(1979년 ~ 1980년) - 《어깨동무》 연재
- 《서당개 누렁이》 - 《소년 조선일보》 연재
- 《경향돌이 만세》(1982년) - 《경향신문》 연재
- 《맹꽁이 서당》 - 《보물섬》에서 시작하여 25년간 연재되었다.[1]
- 《맹훈장과 꾸러기들》
- 《서당골 호랑이훈장님》
- 《향기로운 부처님나라》
- 《아름다운 부처님나라》

외 다수

## 학력
- 효창초등학교
- 선린중학교
- 은광고등학교
- 연세대학교 농업개발원

## 방송
- 1992년 1월 20일 KBS 2TV 《11시에 만납시다 - 아동만화가 윤승운씨》

## 수상
- 1991년 문화부 한국만화문화대상 저작부문 - 《겨레인걸 일백인》[2]
- 2012년 SICAF 코믹어워드 수상[3]

## 같이 보기
- 신문수
- 길창덕